# Cañada Real Galiana

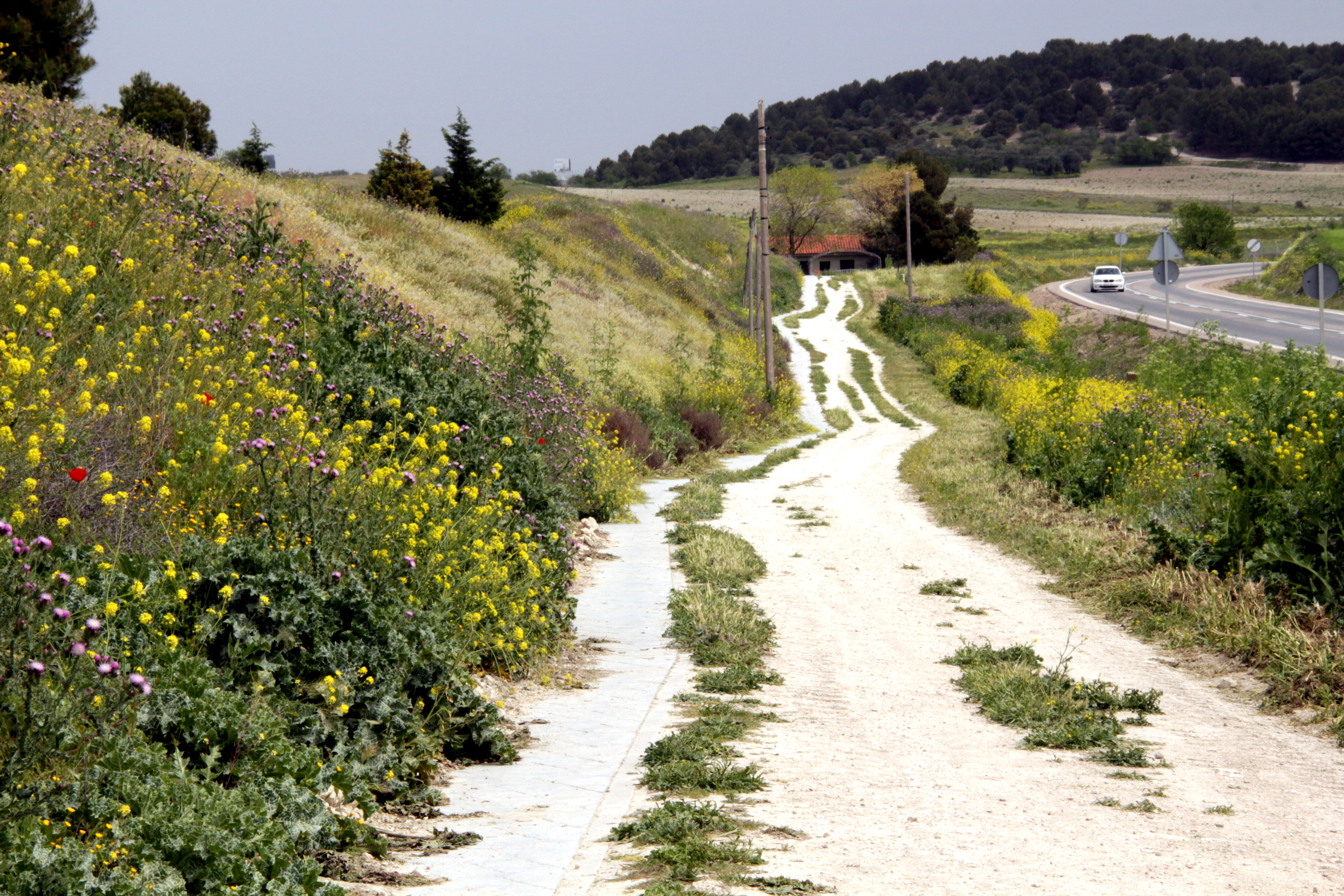
Flora vid Cañada Real Galiana i närheten av Valdemoro

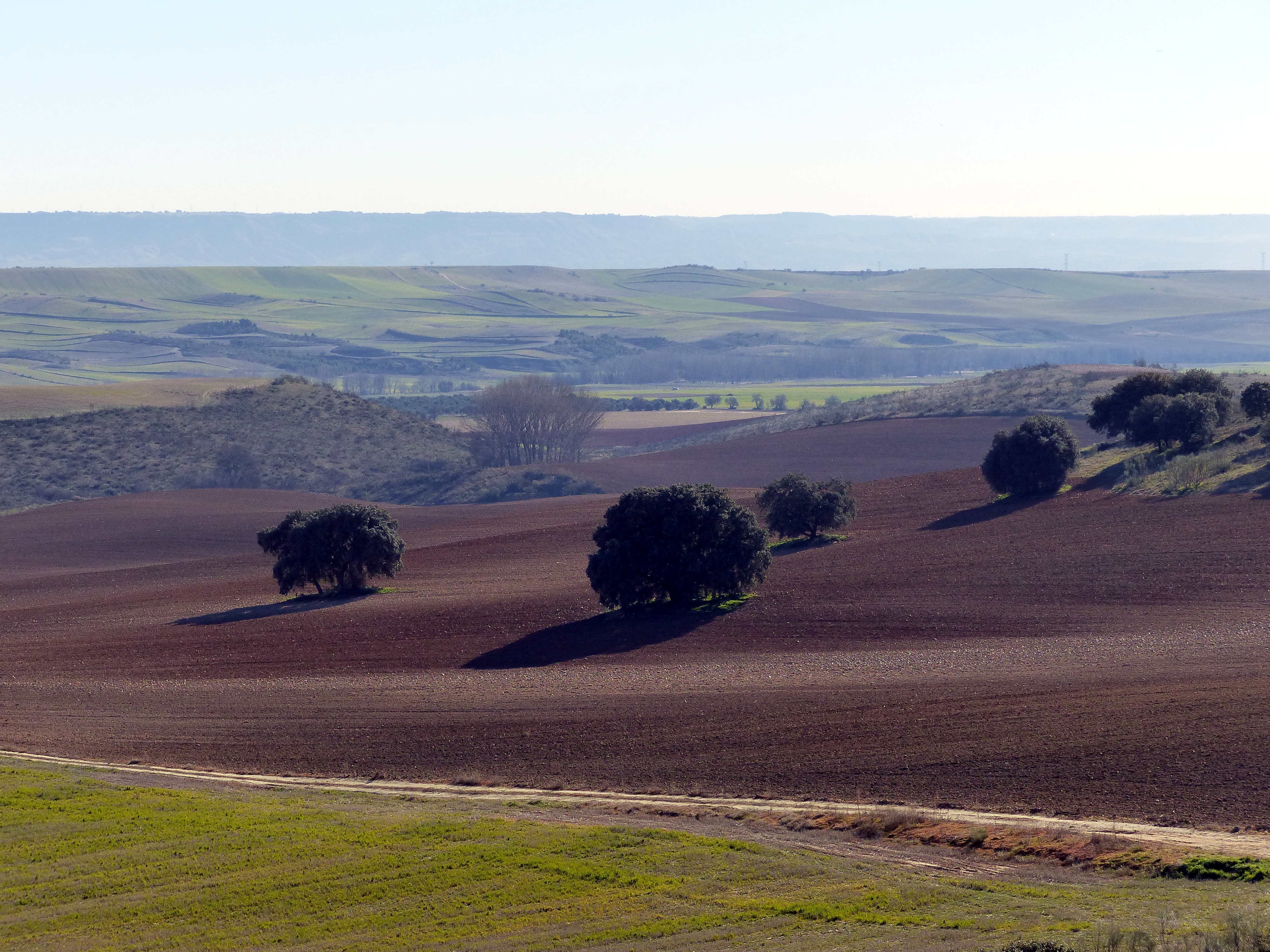
Cañada Real Galiana och landskap nära Fresno de Torote

Cañada Real Galiana är en gammal nord-sydgående boskapsdrivningsled för får, som går i nord-sydlig riktning mellan Rioja och Ciudad Real i Kastilien-La Mancha och som passerar öster om Madrid. 
Cañada Real Galiana användes redan under medeltiden som led för merinofår för skifte mellan sommar- och vinterbetesmarker. Denna, och övriga boskapsleder, har över århundraden varit i statlig ägo och har inte fått bebyggas. Den juridiska statusen för Cañada Real Galiana vid Madrid har dock ändrats, senast 2009, för att tillåta kommunerna där att stadsplanera den omkring 70 meter breda marksträckan. 

## Kåkstaden Cañada Real
Huvudartikel: Cañada Real
Kåkstaden Cañada Real ligger sydost om Madrid i provinsen Madrid. Den anses vara det största bostadsområdet med illegal bebyggelse i någon europeisk stad.
Cañada Real sträcker sig i ett smalt, bortemot 15 kilometer långt och omkring 70 meter brett band, huvudsakligen utefter Madrids ringmotorväg M-50, i kommunerna Coslada, Rivas-Vaciamadrid och Madrid. Den äldsta delen, längst norrut, i staden Coslada, har permanent bebyggelse och ingen slumbebyggelse, men slumkaraktären ökar efter hand söderut till de senast bebyggda sträckorna (sektorerna 5 och 6). Den ursprungliga informella bebyggelsen påbörjades under 1970-talet i ett område som nu ligger i staden Cosladas centrum, där numera många boende bor på köpt mark.
Med över 8.000 invånare och 2.650 hus enligt den första genomförda folkräkningen 2012 ansågs Cañada Real då vara den största kåkstaden i södra Europa. I de senast byggda kåkstadssektorerna dominerar marockanska invandrare. Befolkningen var 2017 7.283 personer.